# 新伍のわがまま大好き
『新伍のわがまま大好き』（しんごのわがままだいすき）は、1987年4月7日から同年9月22日までテレビ朝日系列局で放送されていた朝日放送製作のトーク番組・バラエティ番組である。放送時間は毎週火曜 21:00 - 21:54 （日本標準時）。　

## 概要
山城新伍が司会を務めていた番組で、出演した一般視聴者の悩み相談にパネラーの桂朝丸（後の桂ざこば）ややしきたかじん、横山やすし、高見恭子、山城の元夫人の花園ひろみらが回答していた。1987年8月からはせんだみつおも実質レギュラーに加わった。番組の構成は主に前半が相談パート、後半はクイズコーナーやトーク。「反省会コーナー」も設けられていた。クイズコーナーで主に出題されていたのは、雑学をベースにしたクイズだった。
本番組第1回（1987年4月7日）当日の各新聞テレビ欄には、本番組の所には「FF取材お断りの話題番組」とある。

## ゲスト
（）
| 回数 | 放送日        | ゲスト                                 |
| ---- | ------------- | -------------------------------------- |
| 1    | 1987年4月7日  | 岡田茉莉子                             |
| 2    | 1987年4月14日 | 加賀まりこ                             |
| 3    | 1987年4月21日 | 坂口良子                               |
| 4    | 1987年4月28日 | 高峰三枝子                             |
| 5    | 1987年5月5日  | 朝丘雪路                               |
| 6    | 1987年5月12日 | 池波志乃                               |
| 7    | 1987年5月19日 | 高樹澪                                 |
| 8    | 1987年5月26日 | 由紀さおり                             |
| 9    | 1987年6月2日  | 泰葉                                   |
| 10   | 1987年6月9日  | 小山明子                               |
| 11   | 1987年6月16日 | デビル雅美                             |
| 12   | 1987年6月23日 | 黒木香、坂田利夫                       |
| 13   | 1987年6月30日 | 三原じゅん子                           |
| 14   | 1987年7月7日  | 西川のりお                             |
| 15   | 1987年7月14日 | オスマン・サンコン、安部譲二           |
| 16   | 1987年7月21日 | 沢たまき、せんだみつお                 |
| 17   | 1987年7月28日 | 江夏豊、黒木香                         |
| 18   | 1987年8月4日  | デーブ・スペクター、オスマン・サンコン |
| 19   | 1987年8月18日 | 淡路恵子                               |
| 20   | 1987年8月25日 | つのだじろう、ダンプ松本               |
| 21   | 1987年9月1日  | 中尾ミエ                               |
| 22   | 1987年9月8日  | 安部譲二、川谷拓三                     |
| 23   | 1987年9月15日 | 横山ノック                             |
| 24   | 1987年9月22日 | 勝新太郎、津川雅彦                     |

※1987年8月11日は特別番組『スーパースター石原裕次郎と歌謡史』（20:00 - 21:48）放送のため休止